# Reli Poljska
Reli Poljska je natjecanje u reliju koje se održava u Poljskoj. Prva utrka kao lokalnoga karaktera Relija Poljska je održana 1921.g. i jedina starija utrka je slavni Reli Monte Carlo. Godine 1973. Reli Poljska je bio jedna od utrka prve sezone FIA Svjetsko prvenstva u reliju

## Pobjednici

### Višestruki pobjednici (vozači)
| Pobjede | Vozač           | Pobjednička godina |
| ------- | --------------- | ------------------ |
| 2       | Sébastien Ogier | 2014., 2015.       |

### Višestruki pobjednici (proizvođači)
| Pobjede | Proizvođač | Pobjednička godina  |
| ------- | ---------- | ------------------- |
| 3       | Volkswagen | 2014., 2015., 2016. |

### Pobjednici po godinama
| Godina        | Vozač             | Automobil              |
| ------------- | ----------------- | ---------------------- |
| 1973.         | Achim Warmbold    | Fiat 124 Abarth Spider |
| 1974. – 2008. | Nije održan       | Nije održan            |
| 2009.         | Mikko Hirvonen    | Ford Focus RS WRC 09   |
| 2010. – 2013. | Nije održan       | Nije održan            |
| 2014.         | Sébastien Ogier   | Volkswagen Polo R WRC  |
| 2015.         | Sébastien Ogier   | Volkswagen Polo R WRC  |
| 2016.         | Andreas Mikkelsen | Volkswagen Polo R WRC  |
| 2017.         | Thierry Neuville  | Hyundai i20 Coupe WRC  |
| 2018. – 2023. | Nije održan       | Nije održan            |
| 2024.         | Kalle Rovanperä   | Toyota GR Yaris Rally1 |